# Línea de Samedan-Pontresina
La línea de Samedan-Pontresina es una línea ferroviaria de ancho métrico del Ferrocarril Rético (RhB) situada en el cantón de los Grisones, Suiza. Esta línea conecta Samedan con Pontresina y ofrece una conexión entre la línea del Albula y la línea del Bernina. Esta línea es considerada normalmente parte de la línea del Engadina, con la que está estrechamente vinculada desde el punto de vista operativo.

## Historia
La línea fue inaugurada por la Berninabahn-Gesellschaft junto con la sección Pontresina-Morteratsch de la línea del Bernina el 1 de julio de 1908. Era la única conexión entre la red principal del Ferrocarril Rético y la línea del Bernina hasta el 1 de julio de 1909, la cual ya estaba electrificada pero con corriente continua. La línea de Samedan-Pontresina fue electrificada a 11 kV 16,7 Hz corriente alterna en 1913.

## Tráfico de trenes
La estación de Pontresina es una estación de dos sistemas. Los trenes de Samedan utilizan las vías 1 y 2, mientras que los trenes de la línea del Bernina emplean las vías de 4 a 7. La vía 3 tiene una catenaria que puede cambiar de sistema de electrificación y es usada, por ejemplo, por el Bernina Express de Coira a Tirano y el llamado Heidiexpress. Esto permite la entrada y salida de trenes bajo el sistema de energía requerido.
Por esta línea circulan regularmente trenes de pasajeros RegioExpress, que salen de Pontresina dirección Samedan, después entre Samedan y Bever circulan por la línea del Albula y entre Bever y Scuol-Tarasp lo hacen por la línea del Engadina.